# Reitdiep (diep)
Het Reitdiep (vroeger Groninger Diep geheten) is een diep dat van de stad Groningen (Noorderhaven) naar het Lauwersmeer loopt.

## Loop
Vanaf Wierumerschouw is het Reitdiep de gekanaliseerde in de middeleeuwen ontstane nieuwe benedenloop van de Hunze. Het gedeelte van Dorkwerd tot Wierumerschouw is sinds 1385 de gegraven benedenloop van de  Drentsche Aa. Dit gedeelte wordt ook wel het Zwanerak genoemd, maar deze naam is in onbruik geraakt. Het Reitdiep tussen Groningen en Dorkwerd is al in de eerste helft van de 13e eeuw tot stand gekomen ter bevordering van de scheepvaart. Dit deel werd in historische bronnen ook wel Westerdiep genoemd ter onderscheiding van de Hunze, die Oosterdiep werd genoemd.
In de 17e eeuw zijn, als gevolg van verzanding, gedeelten van de Hunze rechtgetrokken. Deze gedeelten hebben soms een eigen naam. Het Zwaluwrak (1622) ligt ten noorden van Oldehove (bij De Kampen), het Garnwerder Rak (of Langerak of Nieuwe Kanaal, 1629) bij Garnwerd (oude loop is daar nog zichtbaar als het Oude Diepje) en het Adorper Rak (oude loop: Bocht van Hekkum, 1661) tussen Sauwerd en Adorp.
Tot de aanleg van het Eemskanaal in 1876 was het Reitdiep de enige open verbinding van Groningen met de zee. De Noorderhaven in Groningen was dan ook een getijhaven. Door het leggen van de dijk van Zoutkamp naar de Nittershoek, met daarin een spui- en een schutsluis verdween de open verbinding. In 1877 kwam de afsluiting gereed. Daarmee verdween ook de invloed van het getij uit de stad. Het voormalige Wetsingermeedenpolder waterschap werd in 1879, drie jaar na oprichting, alweer opgeheven omdat een nieuwe polder geen noodzaak was. 
Aan het einde van het Reitdiep ligt Zoutkamp dat, tot de afsluiting van de Lauwerszee in 1969, een vissershaven was. Het Reitdiep vervolgt zijn weg in het Lauwersmeergebied als de Zoutkamperril, de Slenk en het Vaarwater naar Oostmahorn.
Het Reitdiep is de belangrijkste afwatering van het noorden en het westen van de provincie Groningen en de kop van Drenthe. In het diep ligt het boezemgemaal De Waterwolf, bij de buurtschap Lammerburen, meestal aangeduid met Electra.

## Reitdiepgebied
Het Reitdiepgebied (ook wel minder juist Reitdiepdal) behoort tot de oudste cultuurlandschappen van Europa. De sterk meanderende rivier de Hunze (nu Reitdiep) verbond Groningen met de zee en ligt in het vroegere Hunzedal. In het huidige landschap zijn op veel plaatsen de oude rivierbeddingen nog goed zichtbaar, bijvoorbeeld rond het Oude Diepje bij Winsum. De eerste verkavelingen zijn nu nog zeer goed zichtbaar en niet veel veranderd. De meeste lijnen zijn zo'n 1000 jaar oud en daarmee is die tijd heel tastbaar aanwezig.   
Het Reitdiep en directe omgeving, met name het gebied tussen het Van Starkenborghkanaal en het Winsumerdiep, is een ecologisch interessant gebied, waarvan grote delen zijn ingericht als natuurgebied. Deze zijn in onderhoud bij het Groninger Landschap.

## Naam
Voor de naam zijn twee verklaringen:
- De naam zou komen van de rietvelden (reit = riet) ten noordwesten van de stad Groningen waar het diep doorheen stroomde.[1][2]
- De naam zou verwant zijn aan reiten (= lopen, stromen) en dus het als een rivier lopende gegraven diep betekenen. Het Lopendediep in Groningen verwijst naar deze naam. Verwant hieraan zijn ook de naam 'Oude Riet' voor het middeleeuwse beekje in het Westerkwartier dat nu het Oude Diep, Dwarsdiep en Matsloot is, alsook het oude Friese beekje met dezelfde naam, 'Âlde Ryd', waarvan nog een klein slootje over is die bij Buitenpost in de Lauwers uitkomt.

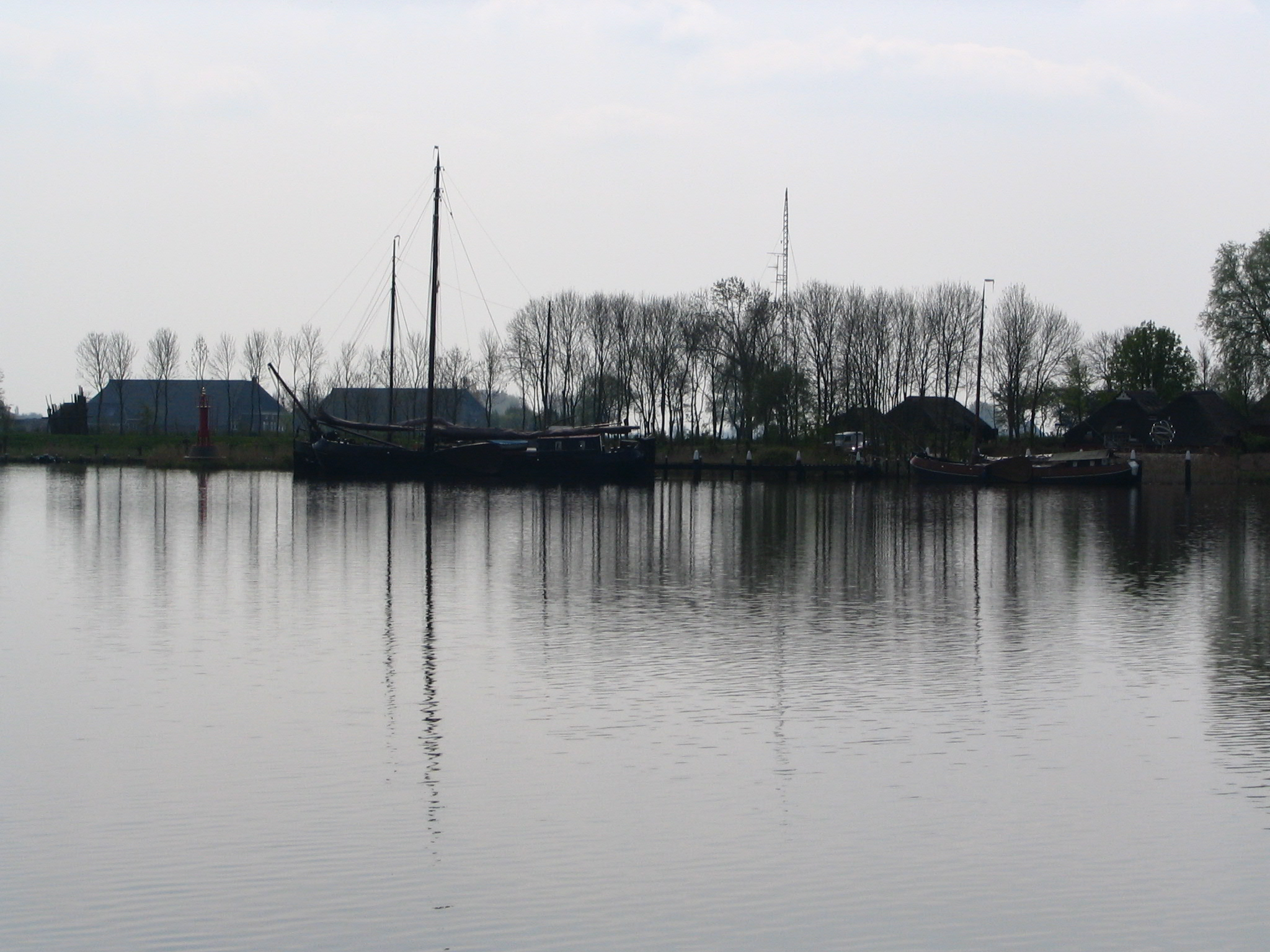
De oostzijde van het Reitdiep gezien vanuit Zoutkamp
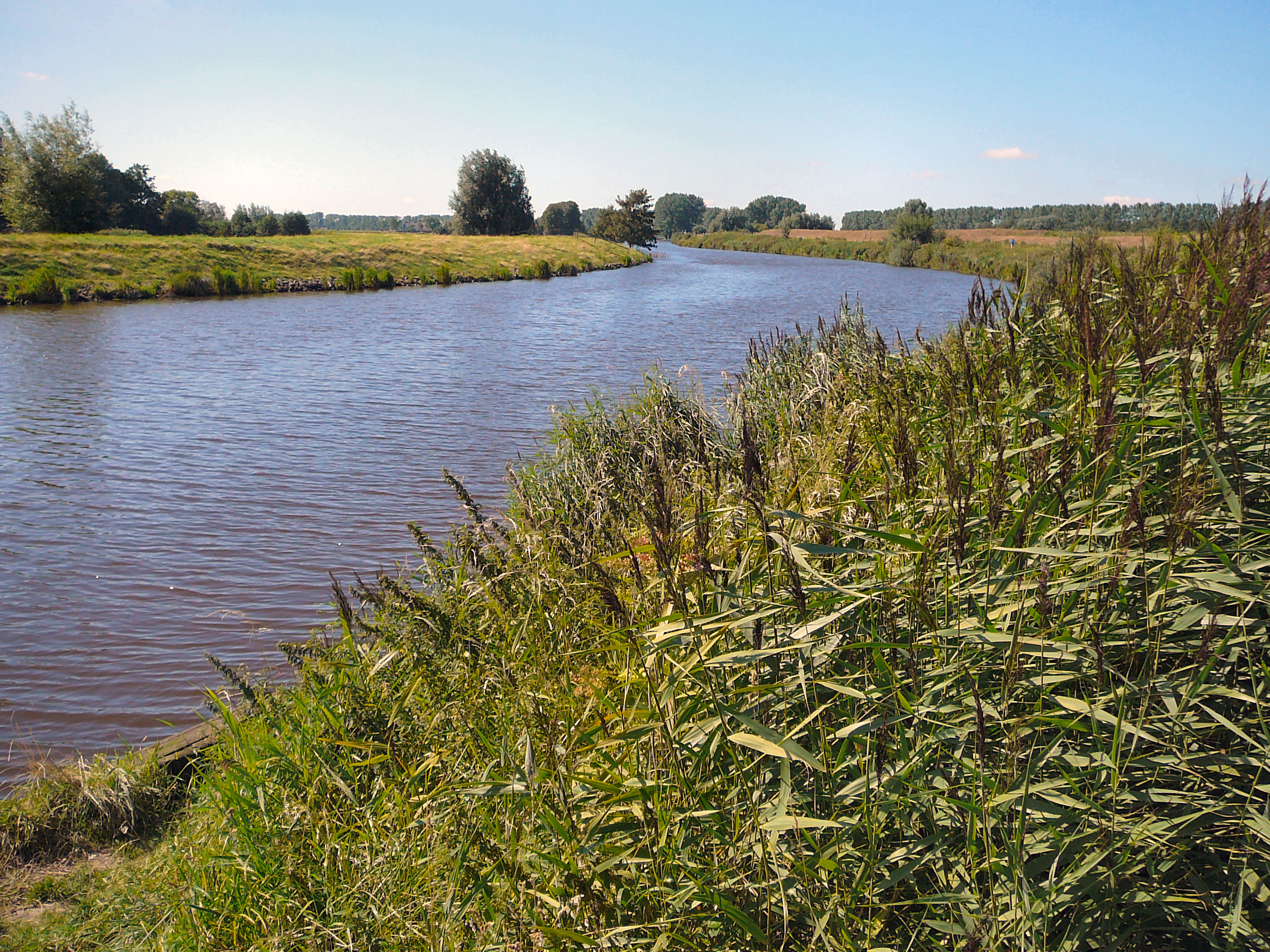
Het Reitdiep bij Dorkwerd, in noordelijke richting
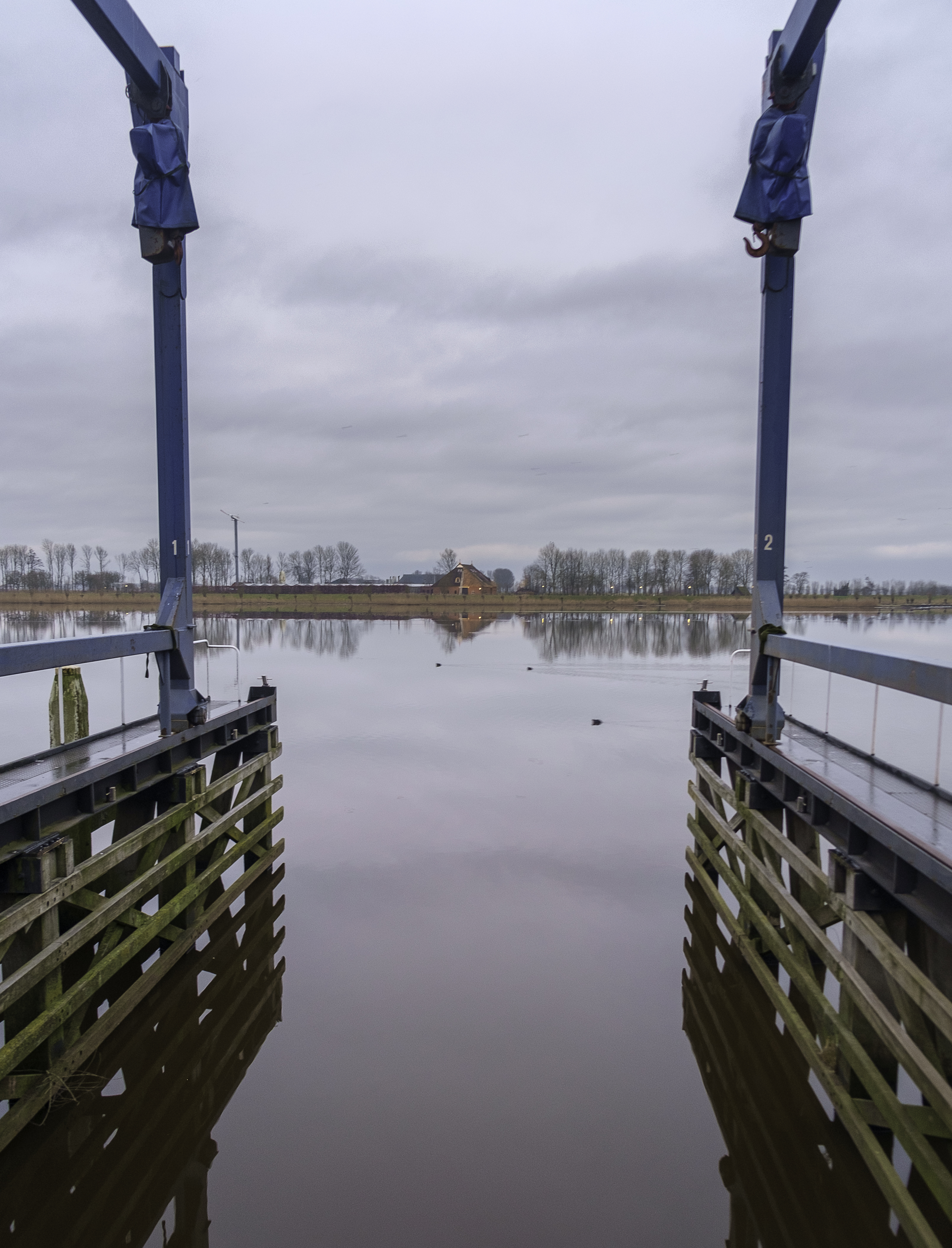
Reitdiep gezien vanaf de botenlift bij Zoutkamp
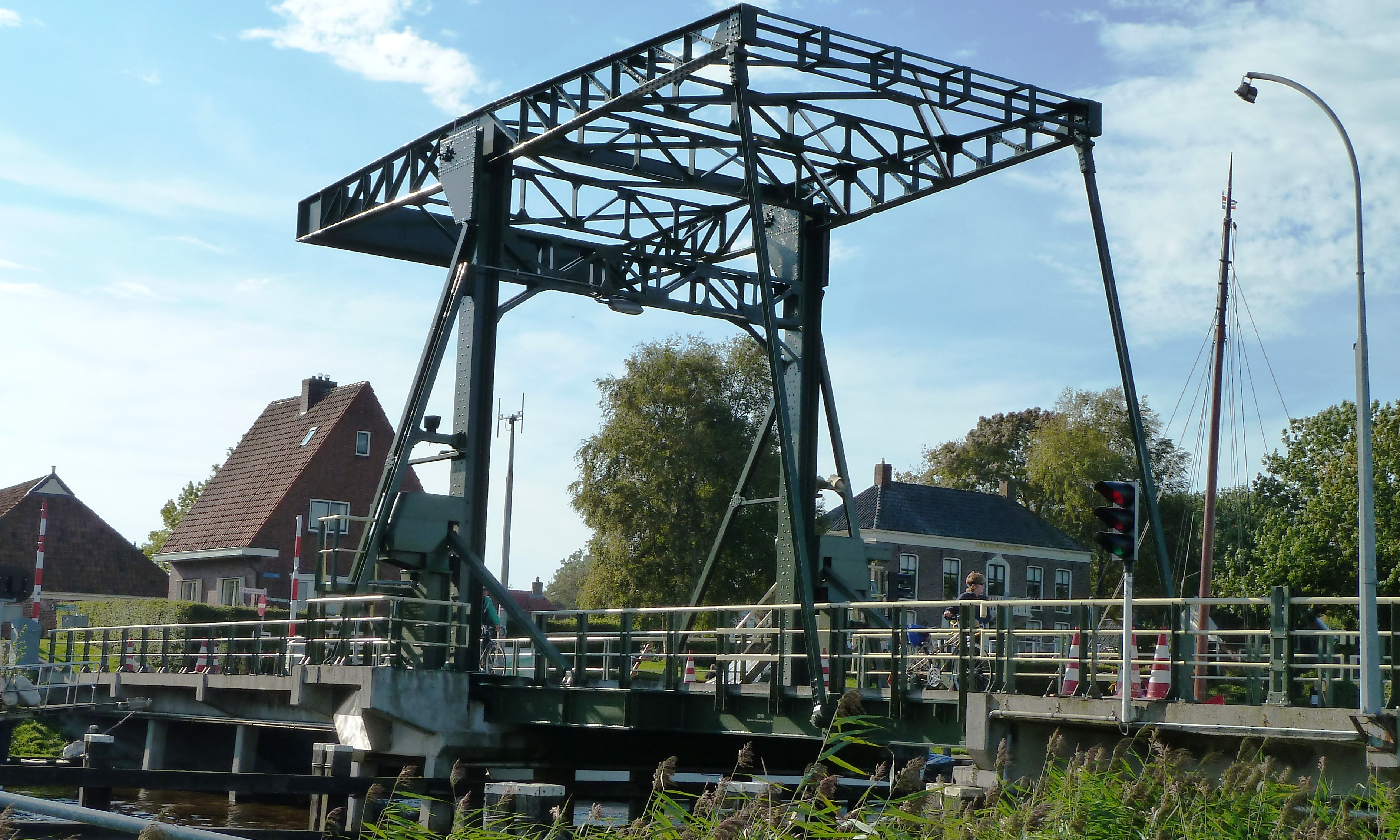
De ijzeren ophaalbrug over het Reitdiep te Garnwerd